# Korsgården
Korsgården är en småort i Norra Fågelås socken i Hjo kommun i Västra Götalands län.